# Área importante para a preservação de aves
Área importante para a preservação de aves, termo internacionalmente mais conhecido pelo acrônimo IBA (do inglês Important Bird Area), é a designação dada a um território reconhecido, segundo critérios fixados internacionalmente, como constituindo um habitat globalmente importante para a conservação de populações de aves.
Existem cerca de 10 000 áreas designadas como IBA, a nível mundial, com base num programa de identificação conduzido pela BirdLife International (organização internacional de estudo da avifauna). Os sítios designados devem ser suficientemente pequenos para serem objecto de medidas de conservação específicas e diferir em relação às áreas vizinhas pelas suas características ecológicas, habitats que albergam ou pela sua importância ornitológica, constituindo indubitavelmente habitats importantes para a conservação das populações de aves. O programa é gerido em cada país por uma ou mais organizações afiliadas.

## Critérios
Para ser classificado como IBA, um sítio deve satisfazer pelo menos um dos seguintes critérios:
A1 — Espécies globalmente ameaçadas
O sítio alberga regularmente um número significativo de indivíduos de pelo menos uma espécie globalmente ameaçada, classificada na Lista Vermelha da IUCN como em "perigo crítico", "em perigo" ou "vulnerável".
A2 — Presença de espécies com distribuição geográfica restrita
O sítio pertence a um conjunto de áreas seleccionado para assegurar que todas as espécies com distribuição restrita de uma Área para Aves Endémicas (Endemic Bird Area ou EBA) ou Área Secundária (Secondary Area ou SA) estejam presentes em número significativo em pelo menos uma dessas áreas ou, preferencialmente, em várias delas.
A3 — Presença de espécies restritas a um bioma
O sítio alberga regularmente uma população significativa de espécies cuja distribuição é inteiramente ou largamente limitada um particular bioma.
A4 — Áreas de congregação de aves
- i — Este critério refere-se às espécies de aves aquáticas, como definidas por Delaney e Scott,[5] e é baseado no critério 6.º da Convenção de Ramsar para a identificação das zonas húmidas de importância internacional. Dependendo da forma de distribuição das populações das espécies consideradas, o limiar de 1% para as populações biogeográficas pode ser estimado das seguintes formas: (1) retirado directamente da definição de Delaney & Scott; (2) gerado pela combinação das populações em cada uma das rotas migratórias da região biogeográfica; ou (3), para as espécies para as quais não está disponível um limiar quantitativo, o critério é determinado empiricamente, para a região ou para um conjunto de regiões, conforme apropriado, usando a melhor informação disponível e as técnicas de modelação apropriadas.
- ii — Este critério inclui as espécies de aves marinhas não incluídas na obra de Delaney & Scott (2002). Os dados quantitativos são recolhidos de uma variedade de fontes publicadas e inéditas.
- iii — Este critério é derivado do critério 5.º da Convenção de Ramsar e é utilizado para identificar áreas húmidas de relevância internacional. O uso deste critério é desencorajado quando estejam disponíveis dados quantitativos com a qualidade necessária para permitir a aplicação dos critérios A4i ou A4ii.
- iv — No sítio é conhecida, ou nele é expectável, a presença de uma população de aves que excede, ou é postulado que exceda, o limiar estabelecido para as populações de espécies migratórias nos pontos de passagem obrigatória (bottlenecks) da rota migratória.

Com base nos critérios atrás apontados foram identificadas cerca de 10 000 IBAs em cerca de 170 países (2008). O organismo internacional que superintende a identificação das IBAs é a BirdLife International, uma rede internacional de organizações para a conservação da avifauna que elaborou a primeira lista de IBAs nos finais da década de 1970, tendo-a publicado em 1981.

## Países
Brasil
No Brasil, este programa de identificação está a cargo da Sociedade para a Conservação das Aves do Brasil (SAVE Brasil).
Portugal

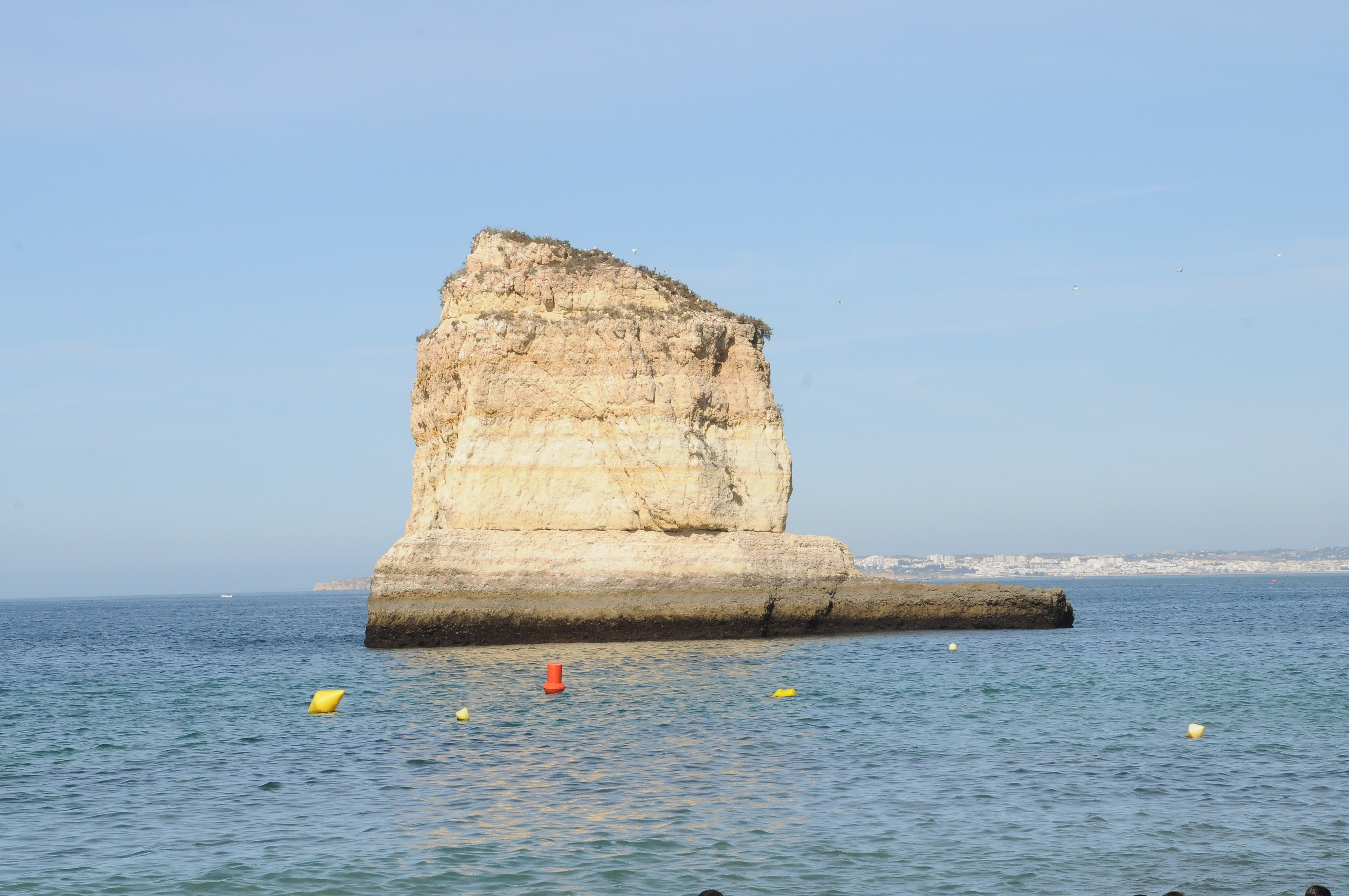
Leixão da Gaivota

Em Portugal a tarefa de gerir o programa de identificação das IBAs é responsabilidade da Sociedade Portuguesa para o Estudo das Aves (SPEA).
Em 2012, estavam identificadas em Portugal 90 áreas importantes para as aves, correspondendo a 1 472 386 ha (14 724 km²). Este valor corresponde a quase 16 % dos 92 090 km² do território português.
A maior IBA de Portugal situa-se no Nordeste Transmontano, integrando as serras de Montesinho e Nogueira enquanto que a mais pequena é o Leixão das Gaivotas, no Algarve.
Na União Europeia a lista de IBAs foi em boa parte, mas não totalmente, utilizada como base para a elaboração da lista de zonas de protecção especial que dá cumprimento ao estabelecido na Directiva Aves (Directiva 79/409/CEE do Conselho, de 2 de Abril de 1979, relativa à conservação das aves selvagens, entretanto substituída pela Directiva 2009/147/CE do Parlamento Europeu e do Conselho, de 30 de Novembro de 2009, relativa à conservação das aves selvagens)